# Makaising
Makaising (nep. मकैसिंग) – gaun wikas samiti w zachodniej części Nepalu w strefie Gandaki w dystrykcie Gorkha. Według nepalskiego spisu powszechnego z 2001 roku liczył on 226 gospodarstw domowych i 837 mieszkańców (427 kobiet i 410 mężczyzn).